# Museo y Galería de Arte de Birmingham
El Museo y Galería de Arte de Birmingham (BM&AG) (rejilla de referencia SP066869) es un museo y galería de arte en Birmingham, Inglaterra. Tiene una colección de importancia internacional que abarca bellas artes, cerámica, metalistería, joyas, historia natural, arqueología, etnografía, historia local e historia industrial.
El museo/galería está gestionado por el Birmingham Museums Trust, el fideicomiso de caridad independiente más grande del Reino Unido, el cual también dirige otros 8 museos de la ciudad. La entrada al edificio es gratuita, pero algunas de las principales exposiciones del Gas Hall requieren un tarifa de entrada. En 2016, llegó a recibir un total de 780 879 visitantes, lo que lo convierte en el 21.er museo más visitado de su país y el 9.º más visitado fuera de Londres.

## Historia
En 1829, la Sociedad Real de Artistas de Birmingham creó un edificio de exposición privada en New Street, Birmingham, mientras que el precedente histórico para la educación pública en esa época produjo el Acta de Fábricas de 1833, el primer caso den que el Estado financiaba a la educación.
El Acta de Museos de 1845 logró "[empoderar] a los distritos con una población de 10 000 o más habitantes para aumentar en un 1/2d, para el establecimiento de museos." En 1864, se inauguró la primera sala de exposición pública, en donde la Sociedad y otros donantes presentaron 64 imágenes, así como el Buda Sultanganj ante el Ayuntamiento de Birmingham y estos fueron albergados en el edificio de Biblioteca Libre, pero debido a la falta de espacio, los cuadros tuvieron que trasladarlos al Aston Hall. Joseph Nettlefold donó 25 cuadros de David Cox a la Galería de Arte de Birmingham, con la condición de que abriera los domingos.

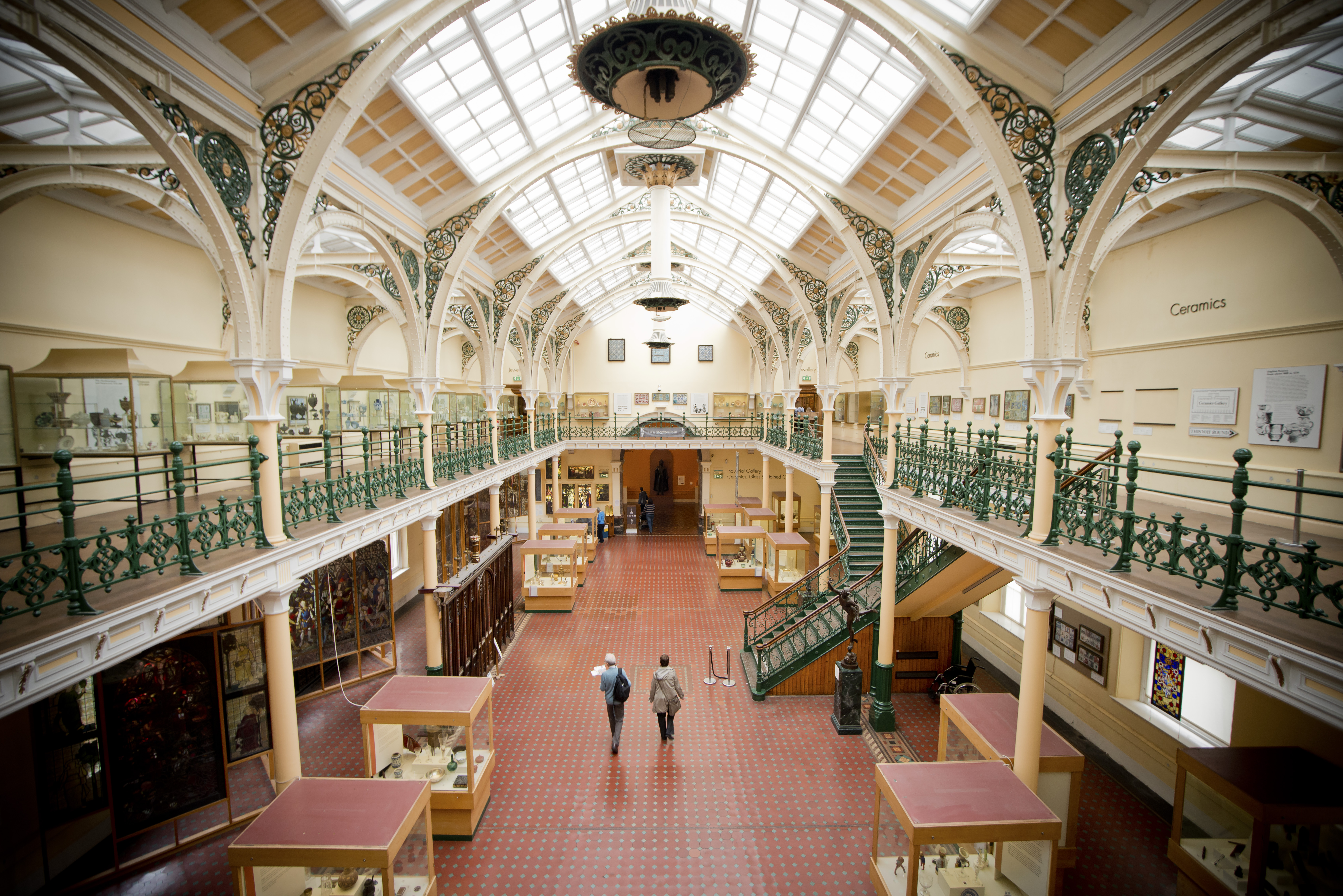
Galería Industrial, la parte original de la Galería de Arte

En junio de 1880, el artista local Allen Edward Everitt, aceptó el cargo de curador honorario de la Galería de Arte Libre, una institución municipal que fue la precursora del Museo y Galería de Arte de Birmingham.
Jesse Collings, alcalde de Birmingham entre 1878 y 1879, fue el responsable de las bibliotecas gratuitas en Birmingham y fue el autor original de la Galería de Arte. Una donación de £10 000 (£840 000 en 2010) por parte de Sir Richard y George Tangye, dio paso a una campaña para una galería de arte y, en 1885, luego de otras donaciones y £40 000 por parte del ayuntamiento, el príncipe de Gales Eduardo VII, inauguró oficialmente la nueva galería de arte, el sábado 28 de noviembre de 1885. El Museo y Galería de Arte ocuparon gran parte de la Casa del Consejo, sobre las nuevas oficinas del departamento municipal de Gas (que en efecto subsidió la empresa, eludiendo Acta de Bibliotecas Públicas de 1850, que limitaba el uso de fondos públicos en las artes). El edificio fue diseñado por Yeoville Thomason. La metalistería para el nuevo edificio (y el contiguo Ayuntamiento de Birmingham) fue realizada bajo la firma local de Hart, Son, Peard & Co., y se extendió tanto en el interior como en el exterior, incluyendo las distintivas columnas hierro fundido en el espacio principal de la galería, para la exhibición de arte decorativo.
Hasta 1946, cuándo los impuestos de propiedad fueron votados hacia adquisiciones, el museo se basó en la generosidad de donaciones privadas. John Feeney proporcionó £50 000 para proporcionar una galería adicional.
Siete galerías tuvieron que ser reconstruidas después de haber sufrido bombardeos aéreos en 1940. Inmediatamente después de finalizada la Segunda Guerra Mundial, "Mighty Mary" Mary Woodall (1901–1988) fue nombrada conservadora del arte bajo el director, Trenchard Cox. Woodall y Cox, a través de sus vínculos con el mundo artístico de Londres, fueron capaces de atraer exposiciones, mucha publicidad y donaciones hacia la galería. En 1956, Woodall sucedió a Cox cuándo este último se convirtiera en director del Museo Victoria y Alberto.
En 1951, el Museo de Ciencias e Industrias de Birmingham fue incorporado al BM&AG. En 2001, el Museo de Ciencia cerró con algunas exhibiciones que se transfirieron al thinktank del Museo de Ciencia de Birmingham, el cual era operado por el independiente Thinktank Trust, y que desde entonces ha pasado a ser parte de Birmingham Museums Trust.
La entrada principal está localizada en el Chamberlain Square, bajo la torre de reloj conocida localmente como el "Big Brum". En el vestíbulo se puede presenciar un memorial que dice Por los beneficios de la Industria, promovemos el Arte. El Bloque de Extensión posee entradas a través del Gas Hall (Edmund Street) y del Great Charles Street. El Waterhall (el original departamento de gas) tiene su propia entrada en la Edmund Street.
En octubre de 2010, el Waterhall cerró como una galería de BM&AG, debido a un recorte de 1.5 millones de libras al BM&AG entre los años 2010 y 2011. La última exposición de BM&AG exposición que tuvo lugar en el Waterhall en aquel entonces fue la retrospectiva de Steve McCurry, que fue realizado del 26 al 17 de octubre de junio de 2010. El Waterhall y el Gas Hall fueron reabiertos para la exposiciones durante ese año.
BM&AG, que anteriormente había sido administrado por el Ayuntamiento de Birmingham, es ahora, junto con el thinktank, parte del Birmingham Museums Trust.

## Colecciones

### Pintura
La Galería de Arte es muy famosa por su extensa colección de pinturas que van desde el siglo XIV hasta el siglo XXI. Incluyen las obras de la Hermandad Prerrafaeliya y la colección más grande del mundo de las obras de Edward Burne-Jones. Entre los destacados pintores de óleo se encuentran:
Escuela británica
- John Constable - 2 pinturas;[11][12]
- David Cox - 11 pinturas;[13]
- Thomas Gainsborough - 3 pinturas;[14]
- William Hogarth - 2 pinturas;
- Sir Edwin Landseer - 1 pintura;
- Peter Lely - 2 pintura;
- J. M. W. Turner - 1 pintura;
- Francis Bacon - 1 pintura;
- Stanley Spencer - 3 pinturas;
- Peter Lanyon - 1 pintura;[15]
- Patrick Heron - 1 pintura;
- Allen Jones - 1 pintura;[16]

Escuela neerlandesa
- Jan van Goyen
- Willem van de Velde el Joven.

Escuela flamenca
- Petrus Christus - 1 pintura;
- Pedro Pablo Rubens - 1 pintura;

Escuela francesa
- Georges Dufrénoy - 1 pintura;
- Gaspard Dughet - 1 pintura;
- Claudio de Lorena - 2 pintura;

Impresionistas
- Edgar Degas - 1 pintura;[17]
- Camille Pissarro - 1 pintura;[18]
- Pierre-Auguste Renoir - 1 pintura;[19]

Escuela alemana
- Johann Zoffany - 1 pintura;

Escuela italiana
- Pompeo Batoni - 1 pintura;
- Giovanni Bellini - 1 pintura;[20]
- Sandro Botticelli - 1 pintura;[21]
- Canaletto, (Giovanni Antonio Canal) - 2 pinturas;[22][23]
- Giuseppe Crespi - 1 pintura;
- Carlo Dolci - 1 pintura;
- Benvenuto Tisi da Garofalo - 1 pintura;
- Orazio Gentileschi - 1 pintura;[24]
- Francesco Guardi - 1 pintura;
- Guercino, (Giovanni Francesco Barbieri) - 1 pintura;
- Simone Martini - 1 pintura;
- Guido Reni - 1 pintura;
- Salvator Rosa - 1 pintura;
- Andrea Schiavone - 1 pintura;
- Bernardo Strozzi - 1 pintura;

Escuela española
- Bartolomé Esteban Murillo - 1 pintura.

### Antigüedades

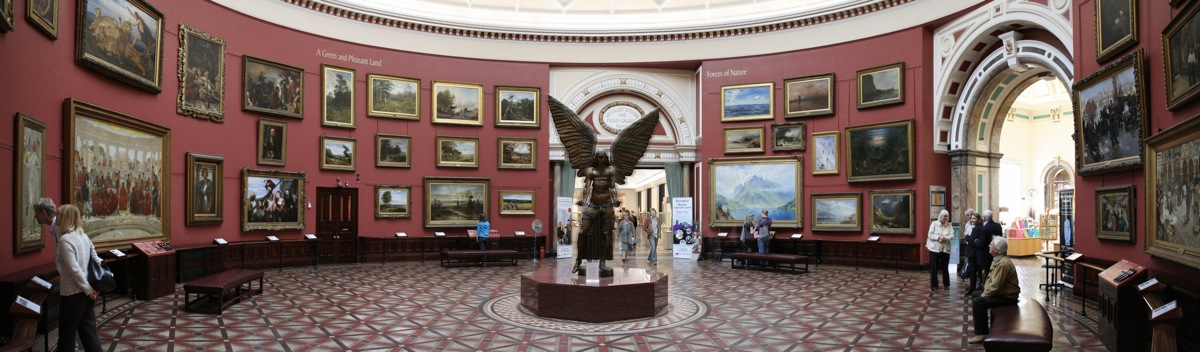
La Habitación Redonda que incluye El Arcángel de Lucifer (1944-1945) de Jacob Epstein

Entre la colección de antigüedades se encuentran monedas desde la Edad Antigua hasta la Edad Media, artefactos de la antigua India y Asia Central, del Antiguo Chipre, y del Antiguo Egipto. Hay materiales de la Grecia clásica, del Imperio romano y de Latinoamérica. También hay presencia de arte medieval, mucho de los cuales son exhibidos en las Galerías de Historia de Birmingham, una exposición permanente en el tercer piso del museo.
En noviembre de 2014, una galería fue abierta para exhibir el tesoro de Staffordshire. Descubierto en las cercanías del pueblo de Hammerwich en 2009, es el tesoro más grande de oro anglosajón jamás encontrado.
Con respecto a la historia local e industrial, la torre de la fábrica Salsa HP de Birmingham, fue un punto de referencia célebre, junto con la Autopista Aston, el cual fue demolido en el verano de 2007. El logotipo gigante de la parte superior de la torre se encuentra actualmente en la colección del Museo.

## Galería

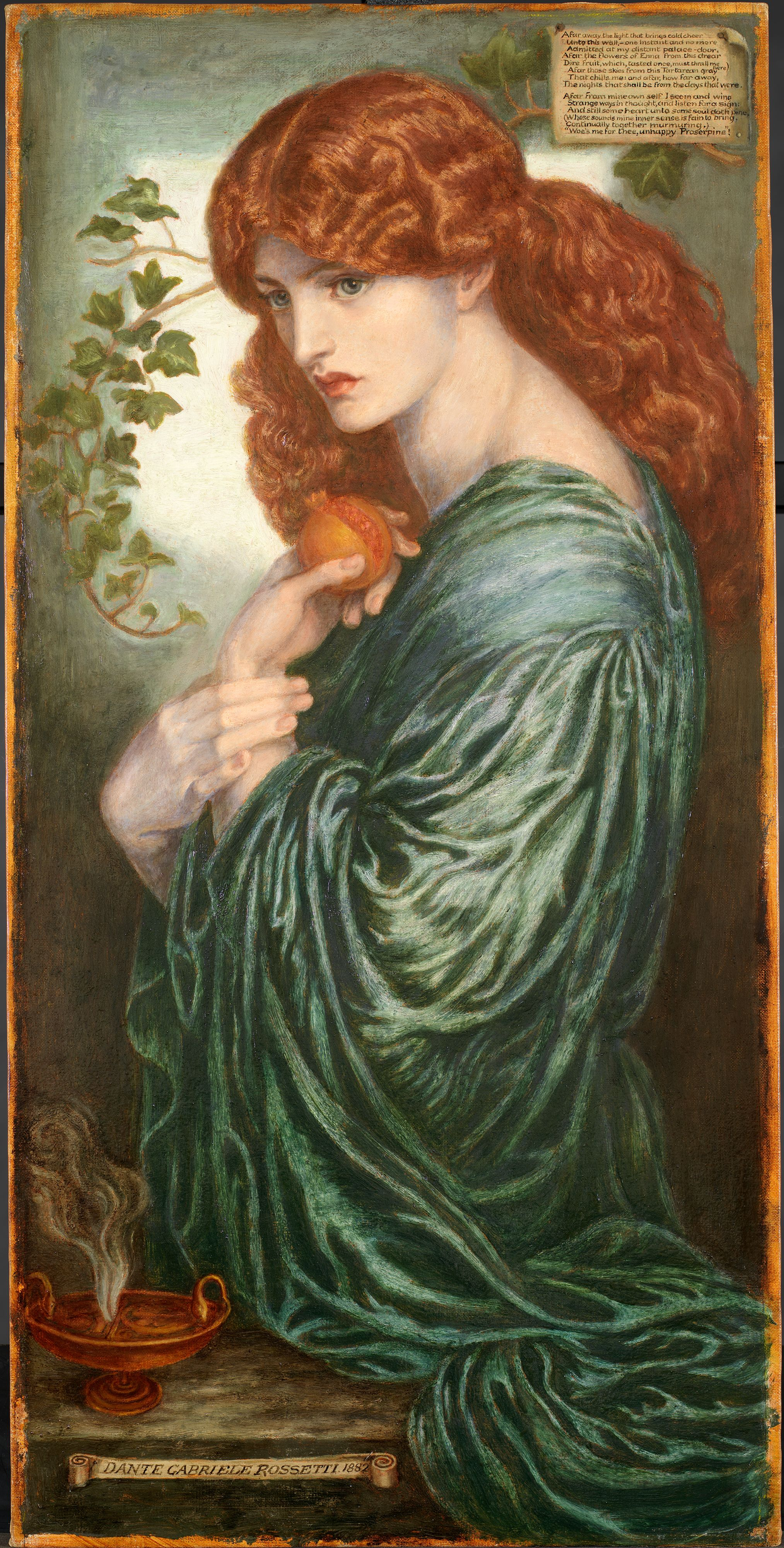
Dante Gabriel Rossetti, Proserpina.
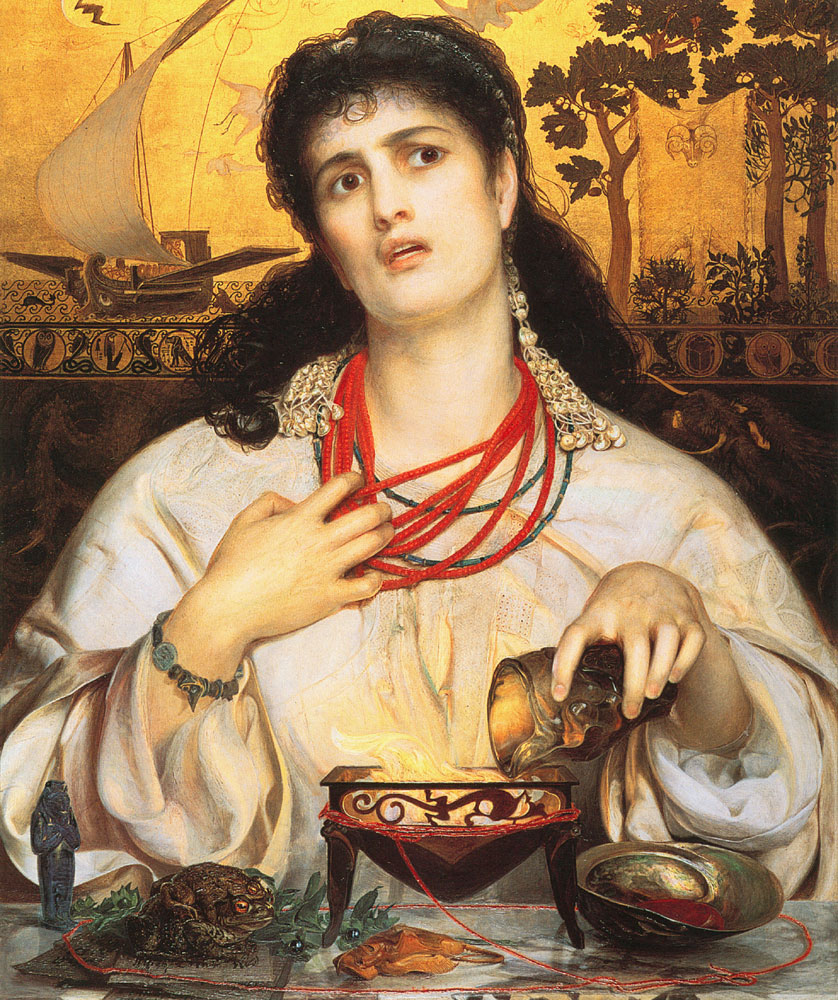
Frederick Sandys, Medea.
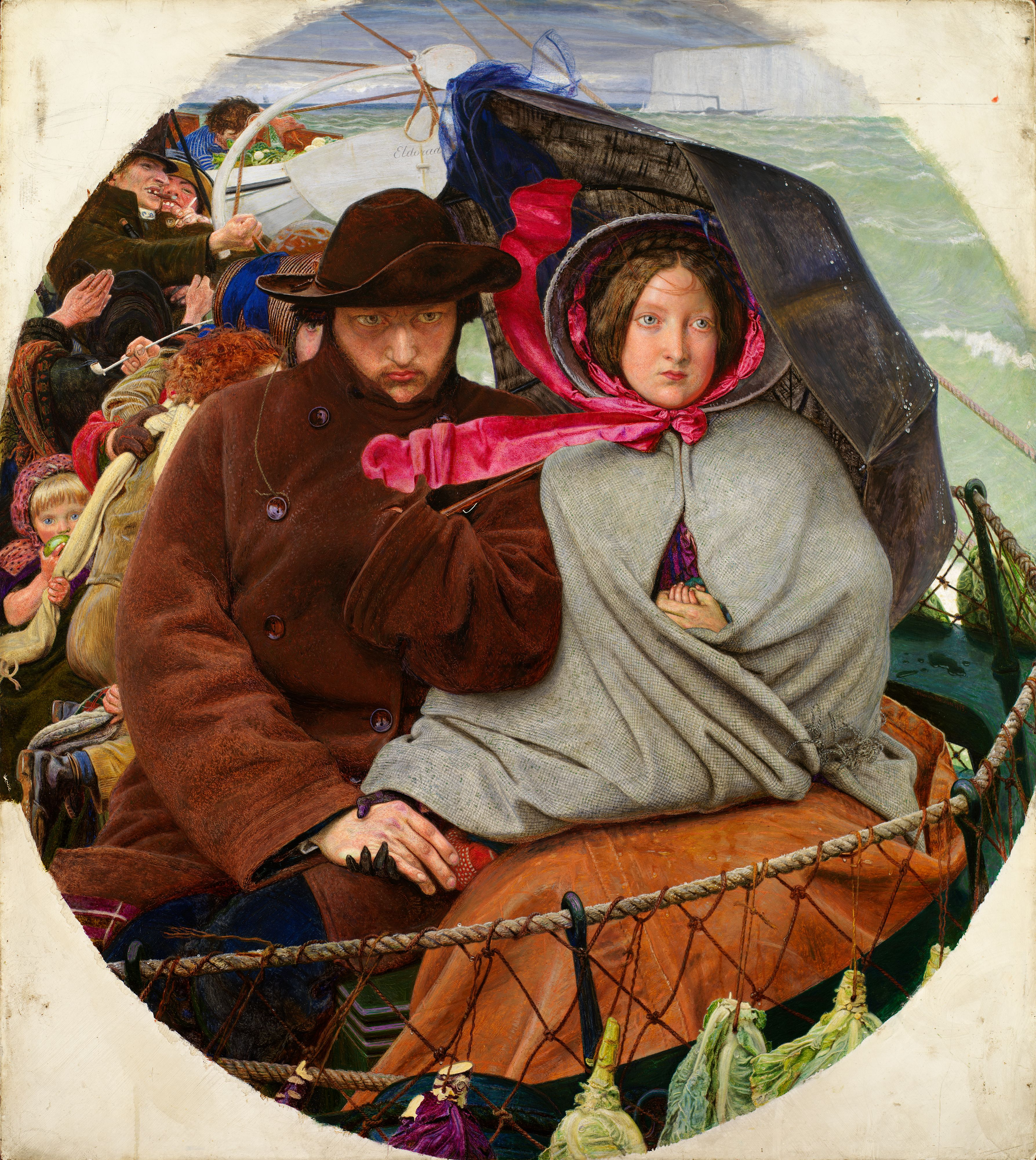
Los últimos de Inglaterra, por Ford Madox Brown.
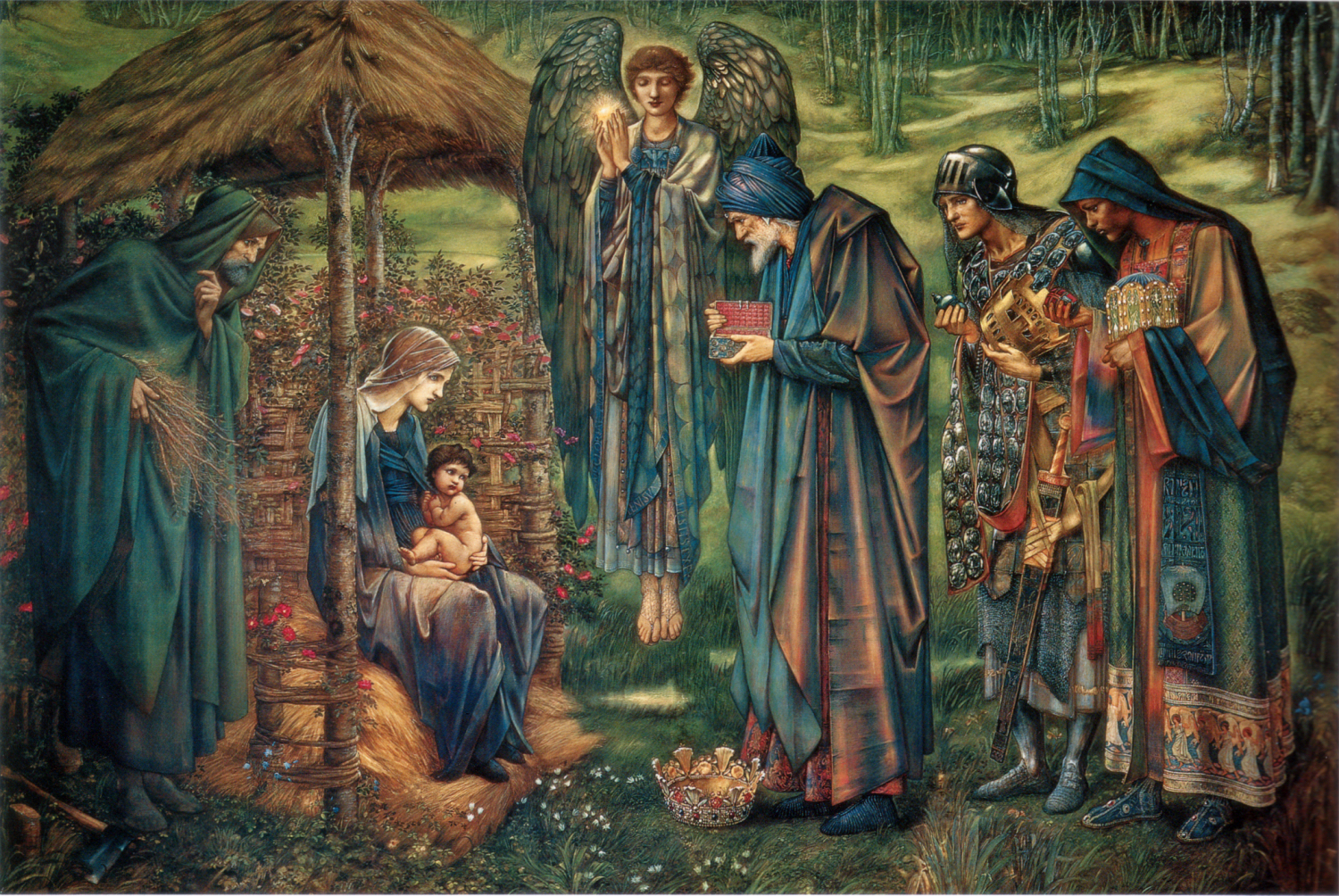
La estrella de Belén por Edward Burne-Jones.
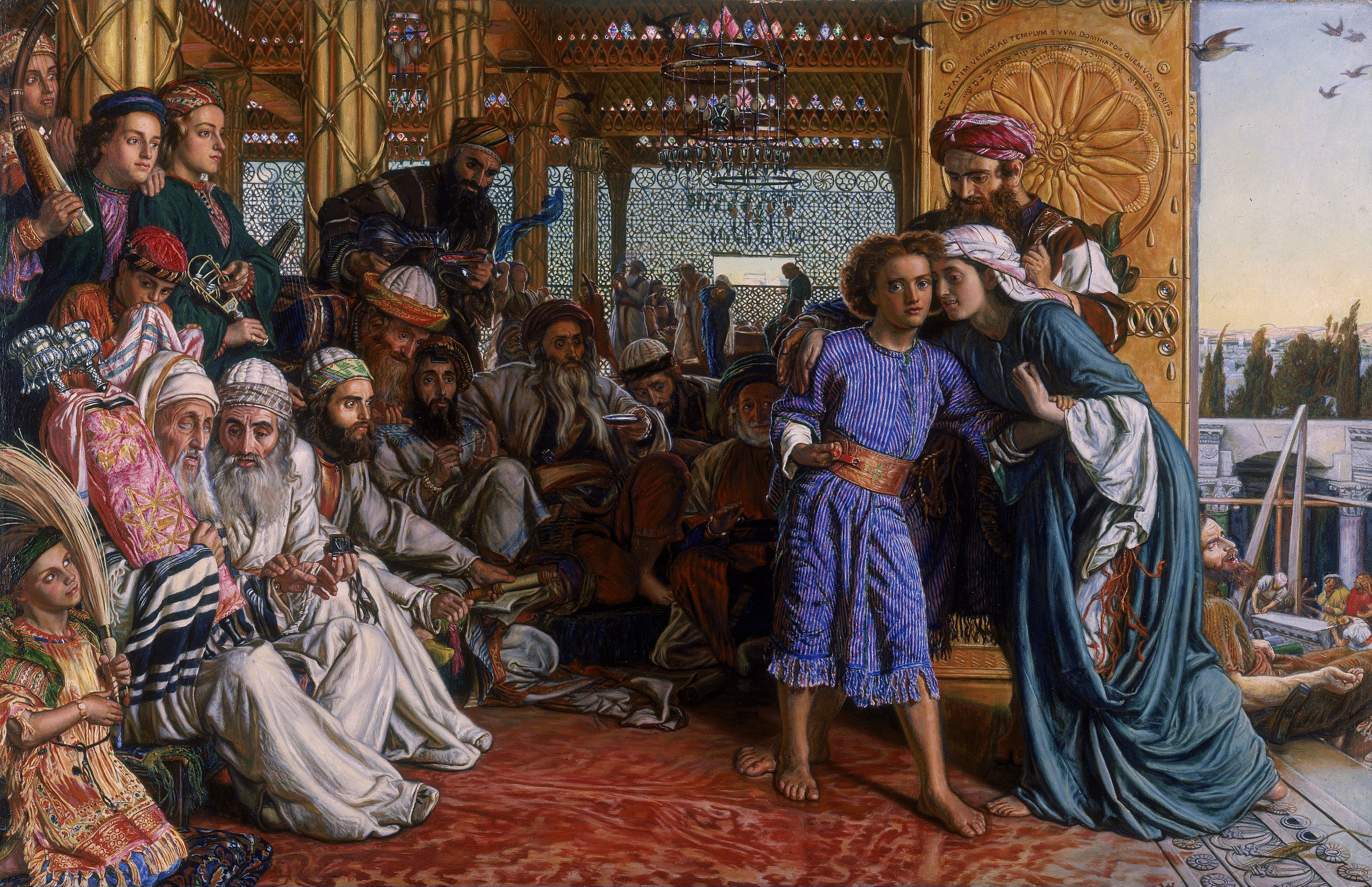
Cristo hallado en el Templo, por William Holman Hunt.
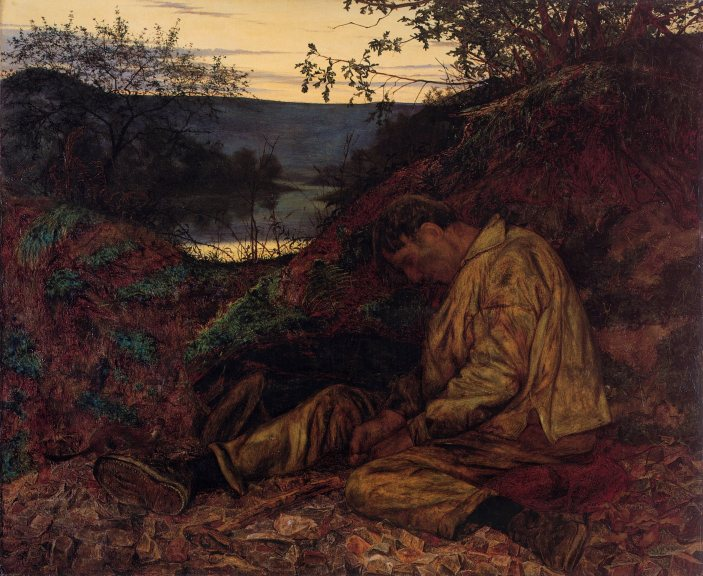
El picapedrero, por Henry Wallis.
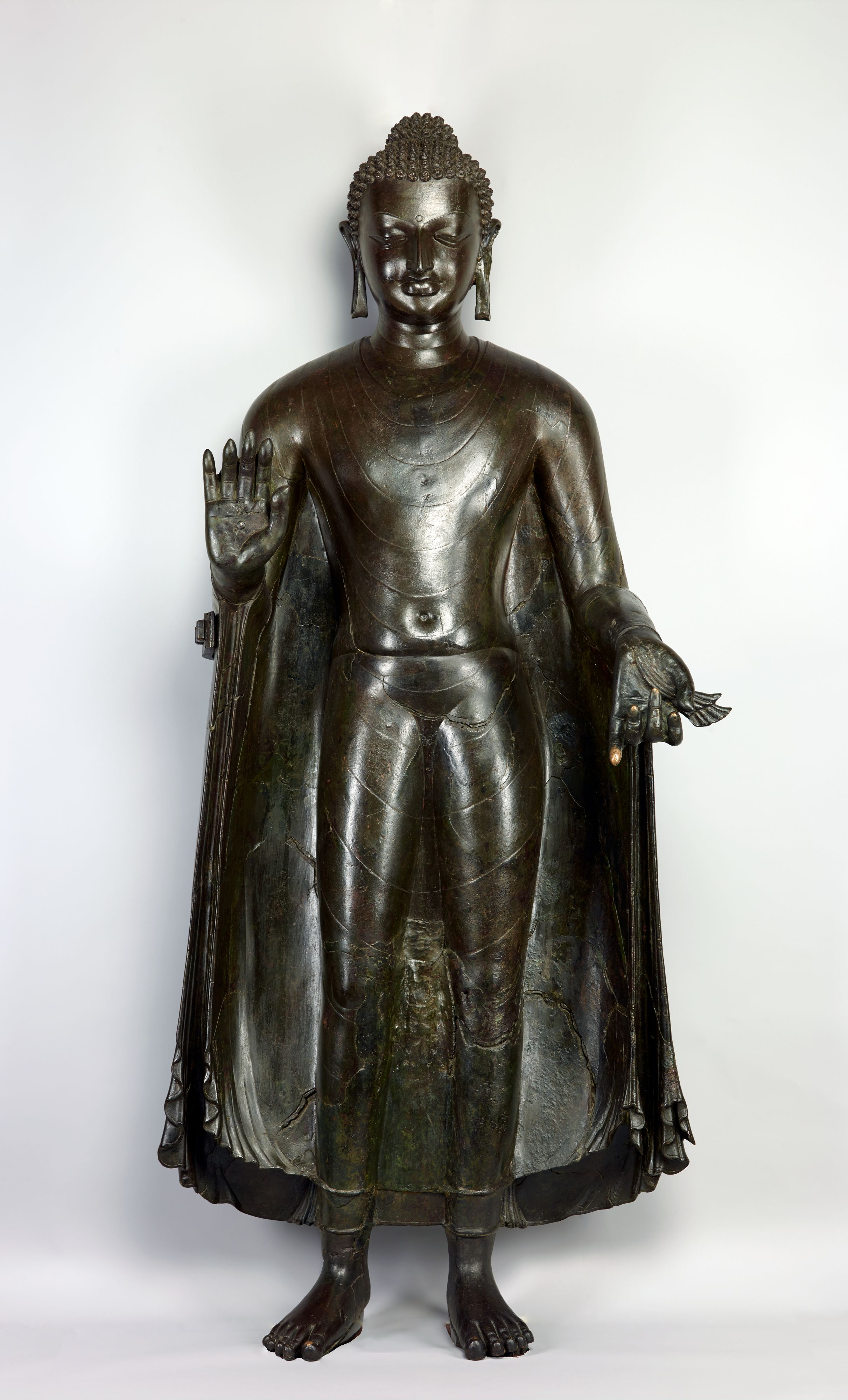
El Buda de Sultanganj.
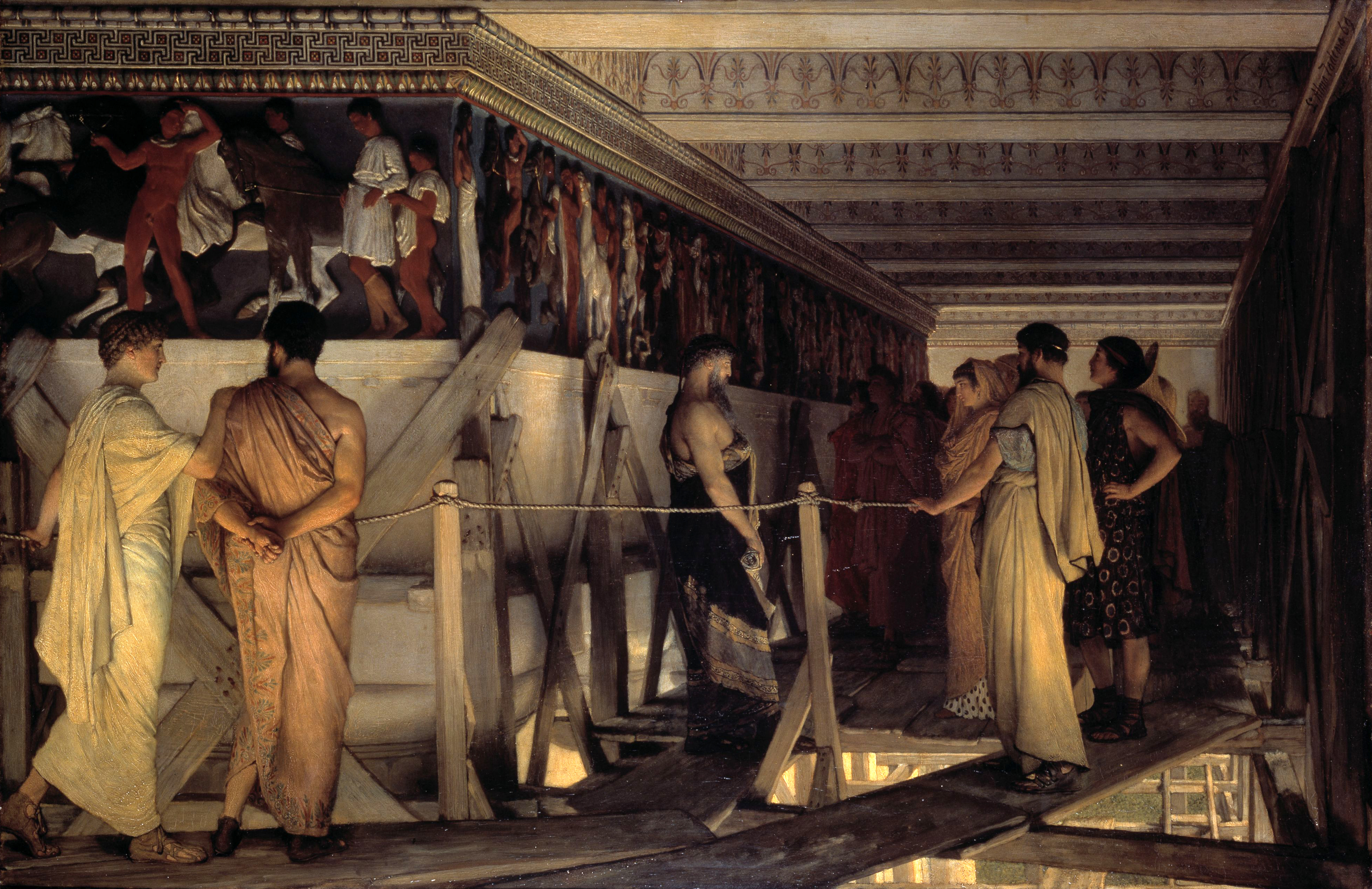
Fidias mostrando el friso del Partenón a sus amigos, por Lawrence Alma-Tadema.
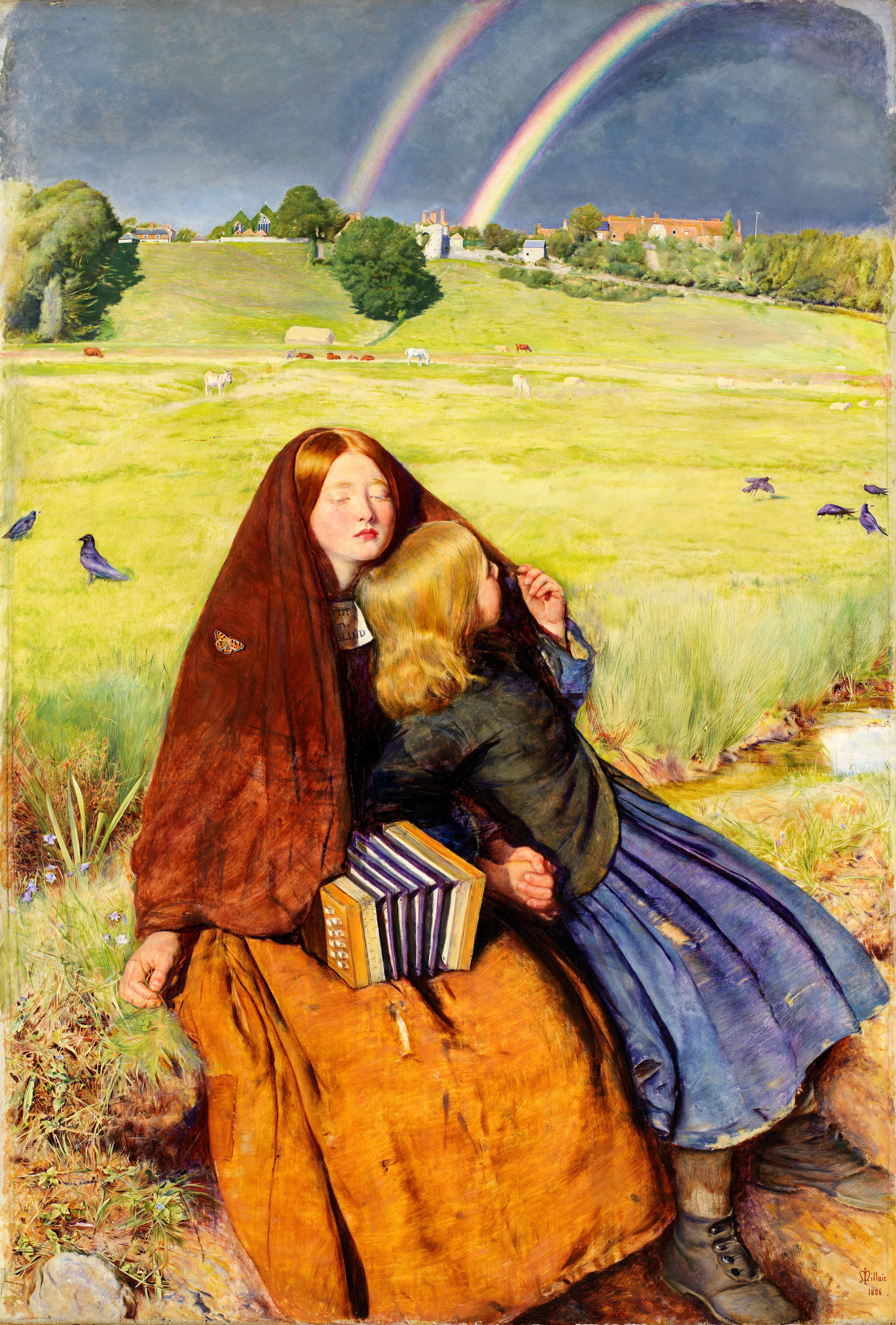
La chica ciega, por John Everett Millais.
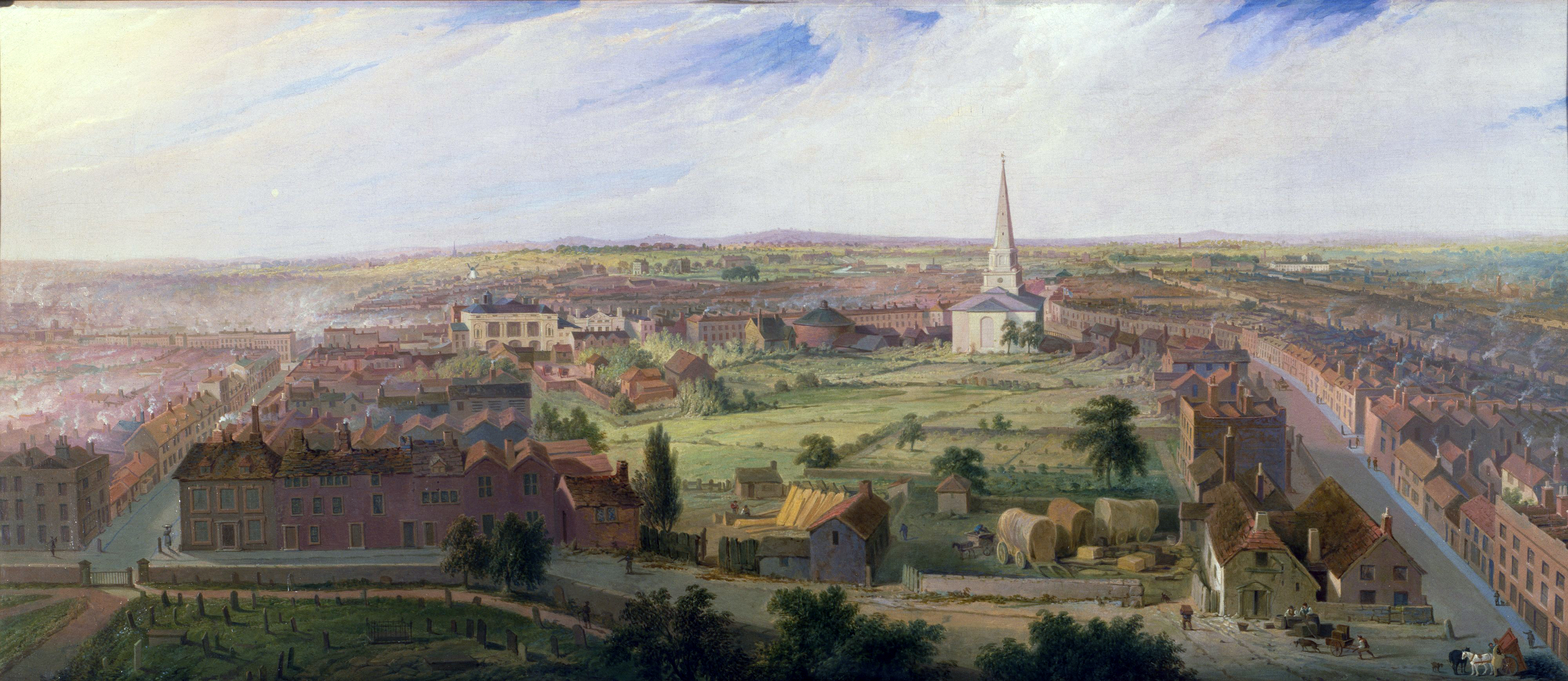
Birmingham desde la cúpula de la iglesia de San Pjilip, por Samuel Lines.
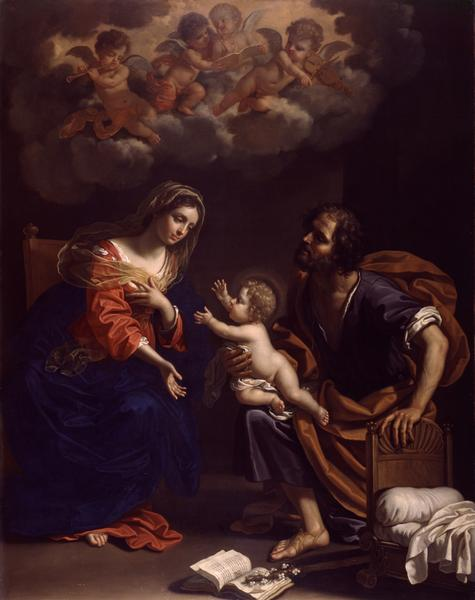
Bendetto Gennari II, Sagrada Familia.